# Tamme (Võru)
Tamme es una aldea del municipio de Võru, en el condado de Võru, Estonia. Tiene una población estimada, en 2021, de 14 habitantes.
Está ubicada en el centro del condado, a poca distancia de la orilla sudoccidental del lago Peipus y al sur de la frontera con el condado de Põlva.